# Gisela Praetorius
Gisela Praetorius (Posen, 20 janvier 1902 - 3 février 1981) est une femme politique allemande, députée au Landtag de Rhénanie-du-Nord-Westphalie et au Bundestag dans les années 1950.